# Lucrezia Stefanini
Lucrezia Stefanini (Carmignano, 15 maggio 1998) è una tennista italiana.

## Carriera

### Dagli esordi al 2020: primi titoli ITF
Ha giocato il suo primo torneo professionistico nel circuito ITF di Brescia nel 2014.
Ha raggiunto la prima finale ITF a Schio nel luglio 2016, perdendo contro l'ucraina Valeriya Strakhova e ha vinto il primo trofeo nel 2017 ad Hammamet superando per 7-6, 6-2 la greca Eleni Kordolaimi.
In doppio ha raggiunto la prima finale ITF nel giugno del 2016 a Sassuolo in coppia con Tatiana Pieri, perdendo contro Alice Balducci e Deborah Chiesa, conquistando poi con la stessa compagna il titolo a Pula in settembre, sempre contro Balducci e Marcella Cucca.
Nel 2017 sempre ad Hammamet, torna in finale due volte, perdendo sia contro la russa Maria Marfutina che contro l'americana Elizabeth Halbauer. In doppio conquista il suo secondo torneo a Bergamo superando in finale Martina Colmegna e Ylena In-Albon di nuovo in coppia con la Pieri. In seguito raggiunge altre due finali di doppio a Porto e Vienna.
Ancora in Tunisia, a Monastir, vince il secondo titolo in singolare nel 2019, battendo la tennista del Burundi Sada Nahimana per 6-4, 6-0.

### 2021 - 2022: debutto WTA
Nel gennaio 2021 fa il suo debutto a livello WTA ad Abu Dhabi superando nelle qualificazioni la croata Tena Lukas e la rumena Irina Fetecău. Al primo turno viene eliminata da Elena Rybakina, numero 19 del mondo, con un doppio 6-3. A maggio prende parte al torneo ITF di Salinas e si aggiudica il titolo estromettendo la testa si serie numero 1 Susan Bandecchi in finale. Ad agosto vince il torneo $25,000 di Radom imponendosi su Miriam Kolodziejová. Nel corso dell'anno entra nei main draw dei tornei WTA di Palermo e Tenerife, ma ottiene la sua prima vittoria nel circuito maggiore a Courmayeur, dove supera il primo turno in tre set contro Mandy Minella (6-3 3-6 7-5). Si ferma al secondo turno per mano della connazionale Jasmine Paolini, che si impone in due set.
Il 6 febbraio 2022 vince il torneo ITF di Sharm-el-Sheikh sconfiggendo in finale la rumena Alexandra Cadanțu-Ignatik con il punteggio di 6-2 3-0 e abbandono.
Gioca il primo torneo WTA della stagione sulla terra rossa di Bogotà, nell'aprile 2022 dove vince al primo turno contro Despina Papamichail in due set. Si ferma al secondo turno perdendo contro la russa Elina Avanesjan con un doppio 6-2. Fa il suo debutto nel tabellone di qualificazione sia all'Open di Francia che a Wimbledon, ma si ferma rispettivamente al primo e al secondo turno. 

### 2023: debutto Slam, quarti a Varsavia e Monastir e top 100
Dopo aver superato le qualificazioni, nel 2023, entra per la prima volta in carriera nel main draw dell'Australian Open, dove si spinge fino al 2º turno. A febbraio perde una finale ITF $40,000, mentre ad aprile si aggiudica a distanza di una settimana un ITF $25,000 a Sharm el-Sheikh e un $40,000 sul cemento francese di Calvi. Debutta grazie ad una wild card agli Internazionali di Roma perdendo in due set, entrambi al tie-break, contro la cinese Wang. Sull'erba a livello WTA gioca al Libema Open, conquistando solo tre game contro Sasnovič e poi conquista i quarti nel WTA125 di Gaiba; supera le qualificazioni a Wimbledon perdendo il match di debutto nei Championships contro Kontavait con un doppio 6-4.
Raggiunge per la prima volta in carriera un quarto di finale WTA a Varsavia battendo Fruhirtová e Burrage prima di perdere in tre set contro Siegemund; il risultato le vale l'ingresso nella top 100 WTA.
Dopo aver perso di nuovo al secondo turno di qualificazione degli US Open, raggiunge la terza finale ITF da 60.000$ a Collonge-Bellerive, subendo una sconfitta per mano di Chloé Paquet. Torna a disputare un quarto di finale a Monastir, raggiunto aggiudicandosi il derby contro Camilla Rosatello e superando poi agevolmente Kawa prima di perdere 6-3, 6-1 contro Burel.

### 2024: decimo titolo ITF
Inizia la stagione con due sconfitte in Australia, nel primo turno del WTA 125 di Canberra e nelle qualificazioni degli Australian Open. Supera le qualificazioni nel WTA500 di Linz dove viene poi battuta al primo turno da Elisabetta Cocciaretto. A marzo raggiunge i quarti nel WTA125 di San Luis Potosí dove viene eliminata dalla futura vincitrice del torneo Podoroska. Ottiene per il secondo anno consecutivo una wild card a Roma dove ottiene il primo successo in carriera nel torneo su un'altra wild card italiana, Vittoria Paganetti. In giugno conquista il decimo titolo ITF nel $60.000 di Montemor-o-Novo in portogallo, superando in finale l'australiana Talia Gibson per 6-4, 6-0. Torna a disputare un torneo a livello WTA a Nottingham dove, superate le qualificazioni, batte al primo turno la testa di serie numero 7 Zhu Lin in tre set ma viene battuta al turno successivo da un'altra qualificata, l'autraliana Kimberly Birrell. Negli Stati Uniti raggiunge, partendo dalle qualificazioni, la semifinale nell'ITF da $100.000 di Cary, dove viene battuta da Renata Zarazua e per il secondo anno consecutivo viene eliminata al secondo turno di qualificazione agli US Open. Nell'ultimo tratto di stagione supera le qualificazioni nel WTA 500 di Guadalajara e batte al primo turno la messicana Ana Sofía Sánchez prima di cedere al turno successivo contro Marie Bouzková poi ottiene l'ultimo successo di stagione a livello di circuito maggiore nel WTA250 di Mérida superando la testa di serie numero 4 del torneo Niemeier prima di perdere agli ottavi con Sorribes Tormo. Chiude la stagione alla posizione 153 del ranking mondiale.

## Statistiche ITF

### Singolare

#### Vittorie (10)
| Torneo $100.000 (0) |
| Torneo $80.000 (0)  |
| Torneo $75.000 (0)  |
| Torneo $60.000 (2)  |
| Torneo $50.000 (0)  |
| Torneo $40.000 (2)  |
| Torneo $25.000 (4)  |
| Torneo $15.000 (2)  |
| Torneo $10.000 (0)  |

| N.  | Data              | Torneo                                               | Superficie  | Avversaria in finale      | Punteggio        |
| 1.  | 4 giugno 2017     | Hammamet Open, Hammamet                              | Terra rossa | Eleni Kordolaimi          | 7–6(5), 6-2      |
| 2.  | 10 novembre 2019  | Magic Tours, Monastir                                | Cemento     | Sada Nahimana             | 6-4, 6-0         |
| 3.  | 16 maggio 2021    | Salinas Copa Telconet, Salinas                       | Cemento     | Susan Bandecchi           | 6-1, 6-3         |
| 4.  | 15 agosto 2021    | Lotos Radom Cup, Radom                               | Terra rossa | Miriam Kolodziejová       | 4-6, 6-2, 6-3    |
| 5.  | 6 febbraio 2022   | Egypt Women's Future, Sharm el-Sheikh                | Cemento     | Alexandra Cadanțu-Ignatik | 6-2, 3-0, rit.   |
| 6.  | 4 settembre 2022  | TCCB Open, Collonge-Bellerive                        | Terra rossa | Sinja Kraus               | 6-2, 2-1, rit.   |
| 7.  | 18 settembre 2022 | Caldas da Rainha Ladies Open, Caldas da Rainha       | Cemento     | Marina Bassols Ribera     | 3-6, 6-1, 7-6(3) |
| 8.  | 16 aprile 2023    | Egypt Sharm ElSheikh Women's Future, Sharm el-Sheikh | Cemento     | Emina Bektas              | 6-3, 7-6(5)      |
| 9.  | 30 aprile 2023    | Ladies Open de Calvi-Eaux de Zilla, Calvi            | Cemento     | Heather Watson            | 6-2, 3-6, 6-3    |
| 10. | 2 giugno 2024     | Montemor Ladies Open, Montemor-o-Novo                | Cemento     | Talia Gibson              | 6-4, 6-0         |

#### Sconfitte (6)
| Torneo $100.000 (0) |
| Torneo $80.000 (0)  |
| Torneo $75.000 (0)  |
| Torneo $60.000 (1)  |
| Torneo $50.000 (0)  |
| Torneo $40.000 (1)  |
| Torneo $25.000 (0)  |
| Torneo $15.000 (3)  |
| Torneo $10.000 (1)  |

| N. | Data             | Torneo                               | Superficie  | Avversaria in finale | Punteggio        |
| 1. | 23 luglio 2016   | GPS Schio, Schio                     | Terra rossa | Valerija Strachova   | 3-6, 1-6         |
| 2. | 4 marzo 2018     | Hammamet Open, Hammamet              | Terra rossa | Mar'ja Marfutina     | 2-6, 1-6         |
| 3. | 11 marzo 2018    | Hammamet Open, Hammamet              | Terra rossa | Elizabeth Halbauer   | 3-6, 3-6         |
| 4. | 14 marzo 2021    | Magic Tours, Monastir                | Cemento     | Jana Kolodjnska      | 6-1, 0-6, 6(5)-7 |
| 5. | 5 febbraio 2023  | Federaçáo Portuguesa de Ténis, Porto | Cemento (i) | Céline Naef          | 2-6, 4-6         |
| 6. | 3 settembre 2023 | TCCB Open, Collonge-Bellerive        | Terra rossa | Chloé Paquet         | 2-6, 1-6         |

### Doppio

#### Vittorie (2)
| Torneo $100.000 (0) |
| Torneo $80.000 (0)  |
| Torneo $75.000 (0)  |
| Torneo $60.000 (0)  |
| Torneo $50.000 (0)  |
| Torneo $40.000 (0)  |
| Torneo $25.000 (0)  |
| Torneo $15.000 (1)  |
| Torneo $10.000 (1)  |

| N. | Data              | Torneo                                       | Superficie  | Compagna      | Avversaria in finale            | Punteggio        |
| 1. | 23 settembre 2016 | Forte Village International Tournament, Pula | Terra rossa | Tatiana Pieri | Alice Balducci Marcella Cucca   | 6-4, 6-0         |
| 2. | 17 febbraio 2017  | Internazionali di Bergamo, Bergamo           | Terra rossa | Tatiana Pieri | Martina Colmegna Ylena In-Albon | 3-6, 6-3, [10-6] |

#### Sconfitte (4)
| Torneo $100.000 (1) |
| Torneo $80.000 (0)  |
| Torneo $75.000 (0)  |
| Torneo $60.000 (0)  |
| Torneo $50.000 (0)  |
| Torneo $40.000 (0)  |
| Torneo $25.000 (0)  |
| Torneo $15.000 (2)  |
| Torneo $10.000 (1)  |

| N. | Data           | Torneo                                                 | Superficie  | Compagna          | Avversaria in finale               | Punteggio        |
| 1. | 18 giugno 2016 | Torneo Internazionale Femminile Sassuolo, Sassuolo     | Terra rossa | Tatiana Pieri     | Alice Balducci Deborah Chiesa      | 4-6, 2-6         |
| 2. | 6 agosto 2017  | Porto Open, Porto                                      | Terra rossa | Gaia Sanesi       | Emily Arbuthnott Emilie Francati   | 4-6, 3-6         |
| 3. | 13 agosto 2017 | Ladies Future Vienna, Vienna                           | Terra rossa | Ana Sofía Sánchez | Anastasia Grymalska Dalila Spiteri | 6–0, 3–6, [8–10] |
| 4. | 17 aprile 2022 | U.S. Pro Women's Clay Court Championships, Palm Harbor | Terra verde | Irina Maria Bara  | Sophie Chang Angela Kulikov        | 4-6, 6-3, [8-10] |

## Billie Jean King Cup

### Sconfitte (1)
| N. | Data             | Torneo                         | Superficie  | Compagne                                                                | Avversarie in finale                                                                | Punteggio |
| 1. | 12 novembre 2023 | Billie Jean King Cup, Siviglia | Cemento (i) | Jasmine Paolini Martina Trevisan Elisabetta Cocciaretto Lucia Bronzetti | Leylah Fernandez Rebecca Marino Eugenie Bouchard Marina Stakusic Gabriela Dabrowski | 0-2       |